# Louis Alexandre Berthier
Louisa Alexandre Berthier (Versailles, 20. studenog 1753. – Bamberg, 1. lipnja 1815.), francuski maršal.
Poznato je da je za njega Napoleon rekao nakon Waterlooa, da je imao Berthiera, ne bi bio izgubio bitku. 
Nakon zbacivanja Napoloenoa Bonapartea s prijestolja, Berthier se priključio Luju XVIII., kod kojeg je dobio visoki dvorski položaj. Tajna prepiska s Napoleonom (dok je ovaj bio na Elbi) ga je koštala kraljevog povjerenja. Potom se povukao u Bavarsku. Nedugo nakog svog povlačenja onamo, oduzima si je život. 